# Ultramort
Ultramort és un poble del Baix Empordà, a la part nord de la comarca. L'etimologia del topònim és incerta: una possibilitat és que vulgui dir "més enllà de la murtra (aigua plàcida)", de forma semblant a Riumors i Aiguamúrcia. El 1062 apareix escrit com a Vulturis mortuii, i el 1123 com a Vulture mortuo.
Des de 1995 fins 2023, l'alcaldessa va ser Maria Gràcia Serrats Paretas.
Actualment des de 2023 l'alcalde es Miquel Pallés Blanco

## Geografia
- Llista de topònims d'Ultramort (Orografia: muntanyes, serres, collades, indrets..; hidrografia: rius, fonts...; edificis: cases, masies, esglésies, etc).

El poble se situa en un turonet allargassat de nord a sud de 29 m d'altitud sobre el marge dret del riu Ter i dominant una ampla extensió de fèrtils terres de conreu guanyades a les maresmes que antigament ocupaven la zona. De fet, hi havia existit un petit estany, avui dessecat, tal com indica el topònim pla de l'Estanyol, al sud-est del terme, al límit amb Parlavà.
El terme municipal limita al nord amb Verges, a migdia amb Parlavà, a llevant amb Serra de Daró i a ponent amb Foixà. Arran del nucli urbà passa la carretera de la Bisbal a Figueres.
Una característica del poble d'Ultramort és que no té poblament disseminat. La seva població s'aplega a l'entorn de l'església i es perllonga amb dos ravals en direcció nord que porten el nom de cap on s'adrecen: Torroella i Figueres.

## Història

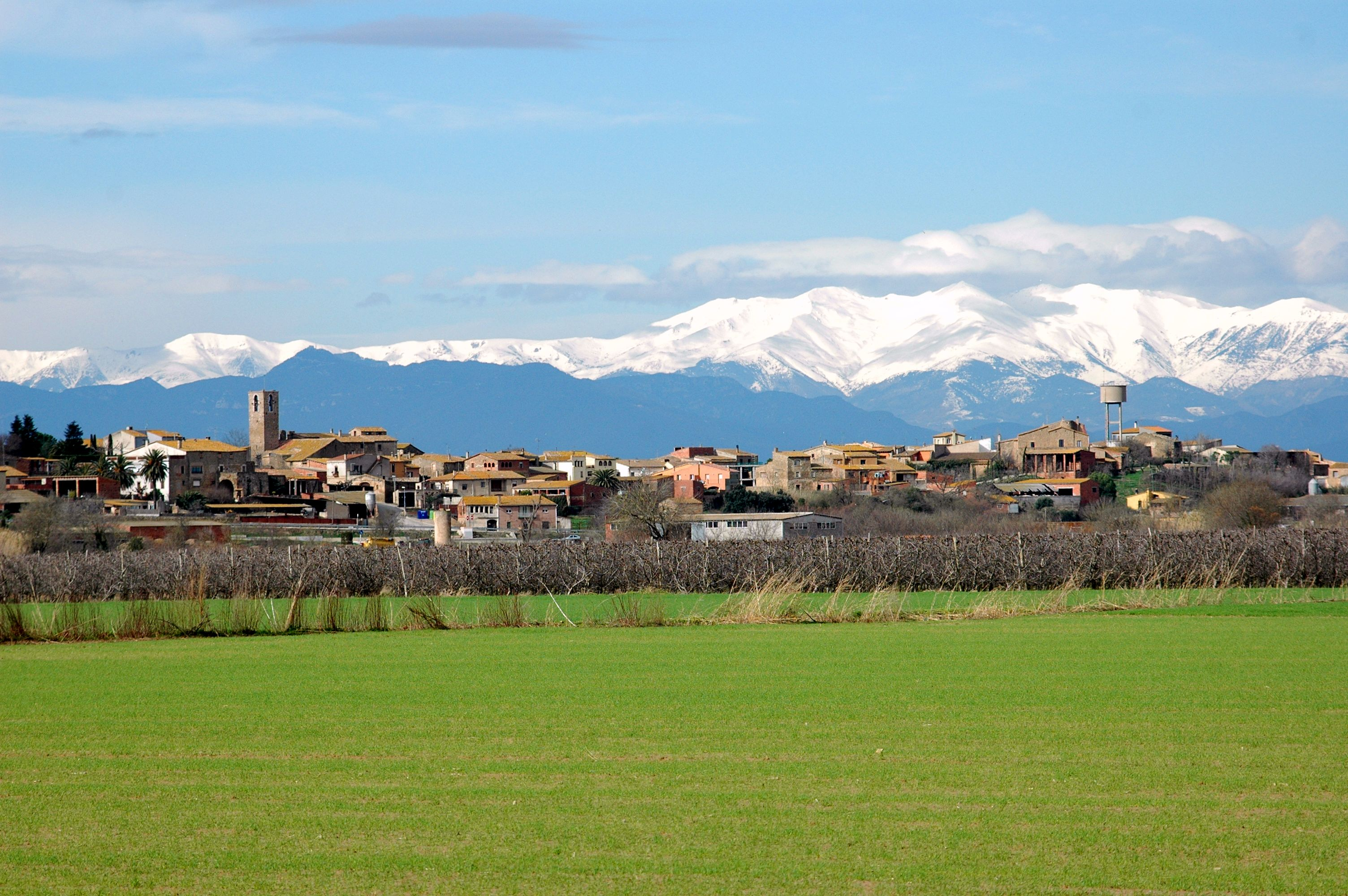
Ultramort amb el Canigó al darrere

Ultramort és documentat des de l'any 1046 amb el nom de Ultramorte. L'any 1316 esdevé part del terme del castell de Rupià, castell que aleshores posseïen els bisbes de Girona. Aquesta dependència va durar molts segles, puix que també es té constància que al segle xvii, conjuntament amb Parlavà, formava part d'una batllia encapçalada per Rupià.
Ultramort tenia un castell situat al nord de la plaça, entre el raval de Figueres i el de Torroella, damunt un pujol aplatat. Es tracta del castell de Gleu, popularment conegut com el castell de Finestres, amb una història força desconeguda.
Com molts altres pobles rurals de l'Empordà, Ultramort començà a augmentar la població al llarg del segle xviii fins a mitjan segle xix, i assolí els 340 habitants l'any 1857. Malgrat aconseguir una certa importància demogràfica, és precisament en aquests anys que Ultramort perd la independència municipal i esdevé un agregat del municipi de Foixà, independència que veuria recuperada en la dècada de 1920.
Tanmateix, des que aconseguí la independència la pèrdua de població ha estat constant al llarg de tot el segle, seguint la tònica de despoblació dels pobles rurals a favor de l'expansió de les viles més industrials i turístiques. Entre els habitants més significatius del poble convé esmentar el poeta Jaime Gil de Biedma, que dedicà a la població un poema.

## Economia
Ultramort encara per sort té una gran part de la població que es dedica l'agricultura i la ramaderia. La cria de bestiar boví, porcí, Aviram i Ovella ha esdevingut una activitat primordial. El 1990 s'hi va crear la cooperativa Ramaders del Baix Empordà, que el 2003 va esdevenir un dels motors després de la creació de la marca Llet Nostra.
La reduïda extensió municipal només permet de conrear-hi unes 300 hectàrees. Els cultius més extensos són el farratge, l'userda, el blat de moro, el blat, l'Ordi. Darrerament, també hi ha algunes parcel·les d'arbres fruiters, majoritàriament pomeres, encara que tambe Noguer.

## Llocs d'interès
Una passejada pels tranquils carrers del poble permet descobrir elements arquitectònics interessants en algunes de les cases.
Els edificis més notables són aquests:
- L'església de Santa Eulàlia
- El castell de Finestres

## Demografia
| 1497 | 1515 | 1553 | 1787 | 1950 | 1970 | 2010 | 2024 |
| 28   | 26   | 26   | 207  | 283  | 237  | 213  | 214  |

El 1857 s'incorpora a Foixà i es torna a desagregar el 1930.